# 赖尔希德
赖尔希德是德国莱茵兰-普法尔茨州的一个市镇。总面积2.51平方公里，总人口115人，其中男性54人，女性61人（2011年12月31日），人口密度46人/平方公里。